# 大矢政徳
大矢 政徳（おおや まさのり）は、日本の言語学者、明治大学国際日本学部専任教授。専門はコーパス言語学と依存文法。

## 略歴

### 学歴
- 1990年3月 新潟県立柏崎高等学校卒業
- 1995年3月 早稲田大学教育学部英語英文学科卒業
- 1997年3月 早稲田大学大学院教育学研究科修士課程英語教育専攻修了
- 2002年3月 早稲田大学大学院教育学研究科博士後期課程教科教育学専攻単位取得退学
- 2010年3月 ダブリンシティ大学大学院修士課程修了（M.Sc.）
- 2014年6月 早稲田大学 博士（学術）

### 職歴
- 2011年4月 目白大学外国語学部英米語学科　教育専担専任講師
- 2014年10月 目白大学外国語学部英米語学科　准教授
- 2019年4月 明治大学国際日本学部　専任准教授
- 2022年4月 明治大学国際日本学部　専任教授

## 著書
- 『依存文法概説』開拓社、2022年

## 家族
- 妻　大矢誓紺　（株式会社早稲田大学アカデミックソリューション 執行役員）